# بخش برلین (شهرستان هولمز، اوهایو)
بخش برلین (به انگلیسی: Berlin Township) یک منطقهٔ مسکونی در ایالات متحده آمریکا است که در شهرستان هولمز، اوهایو واقع شده‌است.
 بخش برلین ۶۷٫۶ کیلومتر مربع مساحت و ۴٬۲۵۲ نفر جمعیت دارد و ۳۴۱ متر بالاتر از سطح دریا واقع شده‌است.